# Chalon, Isère
Chalon är en kommun i departementet Isère i regionen Auvergne-Rhône-Alpes i sydöstra Frankrike. Kommunen ligger i kantonen Beaurepaire som tillhör arrondissementet Vienne. År 2022 hade Chalon 169 invånare.
Tidigare skrevs kommunens namn Châlons. I juli 2012 ändrades stavningen till den nuvarande.

## Befolkningsutveckling
Antalet invånare i kommunen Chalon
Referens:INSEE